# Фелікс Нзуанго
Фелікс Віктор Анлонг Нзуанго Бікієн (фр. Félix Victor Anlong Nzouango Bikien, нар. 7 січня 2003, Крей, Франція) —  французький футболіст камерунського походження, захисник бельгійського клубу «Беєрсхот-Вілрейк».

## Ігрова кар'єра

### Клубна
Фелікс Нзуанго є вихованцем французького клубу «Ам'єн», де він грав за молодіжну команду. У вересні 2020 року футболіст перейшов до складу італійського «Ювентуса». Починаючи з 2022 року Фелікс грав за молодіжну команду клубу - «Ювентус Некст Джен».
В липні 2023 року Нзуанго перейшов до бельгійського «Беєрсхот-Вілрейк», з яким підписав дворічний контракт. В першому ж сезоні допоміг команді вийти до елітного дивізіону чемпіонату Бельгії.

### Збірна
Фелікс Нзуанго має камерунське коріння але з 2018 року виступає за юнацькі збірні Франції.

## Досягнення
Беєрсхот-Вілрейк
- Переможець Челленджер Про Ліга: 2023/24